# Nemastoma goliae
Nemastoma goliae ws een hooiwagen uit de familie aardhooiwagens (Nemastomatidae). De originele naamcombinatie (protoniem) was Nemastoma (Lugubrostoma) goliae Hadži 1973. Het werd een junior subjectief synoniem van Pyza bosnica (Roewer, 1919) in Gruber (1979). Na 2023 de geldige combinatie is Pyza bosnica (Roewer, 1919).